# Kuningvere
Kuningvere es una aldea situada en el municipio de Peipsiääre, en el condado de condado de Tartu, Estonia. Tiene una población estimada, en 2021, de 24 habitantes.
Está ubicada al noreste del condado, cerca del río Emajõgi, de la orilla occidental del lago Peipus y de la frontera con Rusia y el condado de Jõgeva.